# Wagga Wagga Railway Station
Wagga Wagga Railway Station, tidigare South Wagga Wagga Railway Station, är en järnvägsstation belägen i staden Wagga Wagga i New South Wales i Australien. Järnvägsstationen betjänas av tågbolaget NSW Trainlink och ligger på banan mellan huvudstäderna Sydney och Melbourne. Stationen öppnades den 1 september 1879 som South Wagga Wagga Railway Station och bytte den 1 mars 1882 namn till Wagga Wagga Railway Station. Stationens plattform och byggnad, båda av murtegel, byggdes 1879. Wagga Wagga Railway Station är med på delstaten New South Wales kulturskyddsregister State Heritage Register.